# آر كيه 95 تي بي
آر كيه 95 تي بي (من الفنلندية Rynnäkkökivääri 95 taittoperä وتعني بندقية هجومية من طراز 95 مخزونها قابل للطي) تعرف تجارياً بإم 95، هي بندقية هجومية فنلندية من عيار 7.62x39ملم، أٌستعملت بأعداد صغيرة نسبياً من قبل قوات الدفاع الفنلندية في عقد 1990.

## المستخدمون
- فنلندا
- الإمارات